# Alsodeiopsis weissenborniana
Espèce
Synonymes
- Alsodeiopsis weissenborniana J.Braun & K.Schum.[2]

Alsodeiopsis weissenborniana est une espèce d'arbustes de la famille des Icacinaceae présente en Afrique centrale, notamment au Cameroun et en République démocratique du Congo.
L'épithète spécifique weissenborniana rend hommage au zoologiste allemand Bernhard Weissenborn (de) qui accompagna l'expédition de Richard Kund et Hans Tappenbeck dans la colonie du Kamerun et succomba à la dysenterie à Douala.